# NGC 6624
NGC 6624 je kulová hvězdokupa v souhvězdí Střelce s magnitudou 7,9.
Objevil ji William Herschel 24. června 1784.
Od Země je vzdálená 25 800 světelných let.

## Pozorování

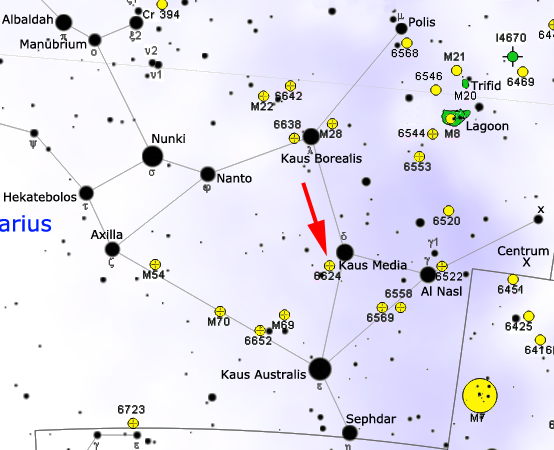
Poloha NGC 6624 v souhvězdí Střelce

Hvězdokupa se dá snadno najít i malým dalekohledem v západní části souhvězdí Střelce, což je část oblohy velice bohatá na hvězdy. Leží necelý 1° jihovýchodně od hvězdy 3. magnitudy Kaus Media (δ Sgr),
která představuje prostřední část Střelcova luku. Pomocí triedru 10x50 se ukáže jako malá jasná skvrna podobná mlhavé hvězdě. V dalekohledu o průměru 120 mm je možné si při zhruba stonásobném zvětšení všimnout několika hvězd na okraji hvězdokupy, a to zejména na západní straně, ale ty zřejmě leží mnohem blíže k Zemi. Na okraji hvězdokupy je možné vysledovat několik řetězců slabých hvězd. Nejjasnější členové hvězdokupy jsou 14. magnitudy, a tak jsou vidět až většími dalekohledy.
Kvůli její velké jižní deklinaci je hvězdokupa pozorovatelná zejména z jižní zemské polokoule, ale přesto je do jisté míry pozorovatelná až do středních zeměpisných šířek severní polokoule. Nejvhodnější období pro její pozorování na večerní obloze je od června do října.

## Historie pozorování
Tuto hvězdokupu poprvé pozoroval William Herschel 24. června 1784
pomocí zrcadlového dalekohledu o průměru 18,7 palce (475 mm). Popsal ji jako docela velký a uprostřed velmi jasný kruhový objekt. Jeho syn John Herschel později dodal, že se dá rozložit na sotva rozlišitelné hvězdy.

## Vlastnosti
NGC 6624 je středně zhuštěná kulová hvězdokupa a podle dvanáctidílného Shapleyho–Sawyerové třídění se tak řadí do třídy VI. Její vzdálenost od Země se odhaduje na 25 800 světelných let, od jádra Galaxie je vzdálená pouhých 3 900 světelných let a leží blízko galaktického disku. Tato hvězdokupa má vysokou metalicitu. V její středové oblasti se nachází přinejmenším desítka modrých opozdilců, což výrazně svědčí o tom, že v jejím hustém jádru často probíhalo těsné míjení mezi hvězdami a následný vznik těchto zvláštních objektů.
Výzkum provedený pomocí Hubbleova vesmírného dalekohledu přinesl objev rentgenové dvojhvězdy s malou hmotností, která dostala označení 4U 1820–30 a která se skládá z neutronové hvězdy a bílého trpaslíka, kteří kolem sebe obíhají s periodou 11,4 minut. Vzdálenost mezi těmito hvězdami je pouhých 160 000 km, což je méně než polovina vzdálenosti od Země k Měsíci. Neutronová hvězda má hmotnost 1,58±0,06 {\displaystyle M_{\odot }} a poloměr pouhých 9,1±0,4 km.